# Kees Becht

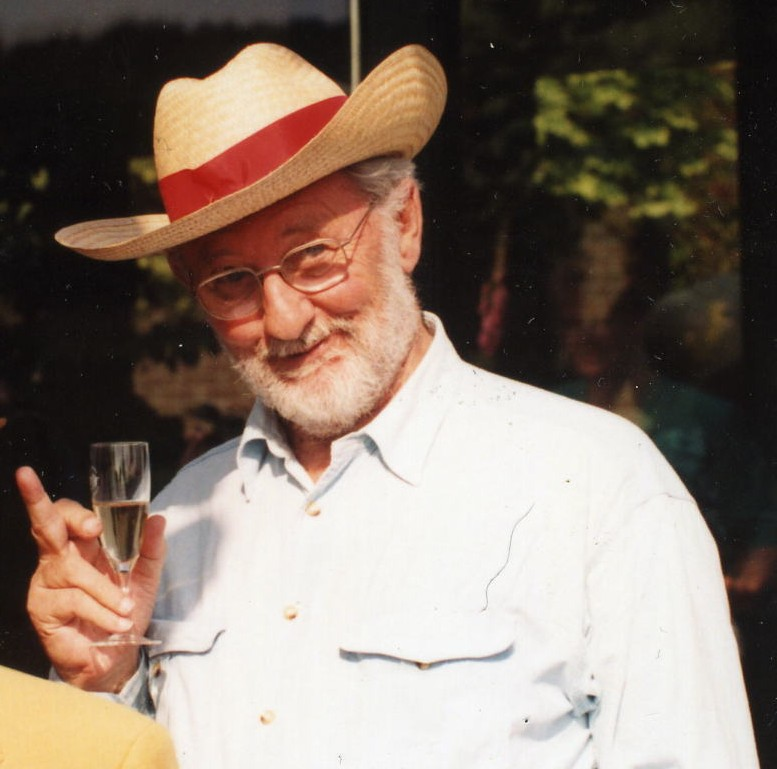
Kees Becht (1998).

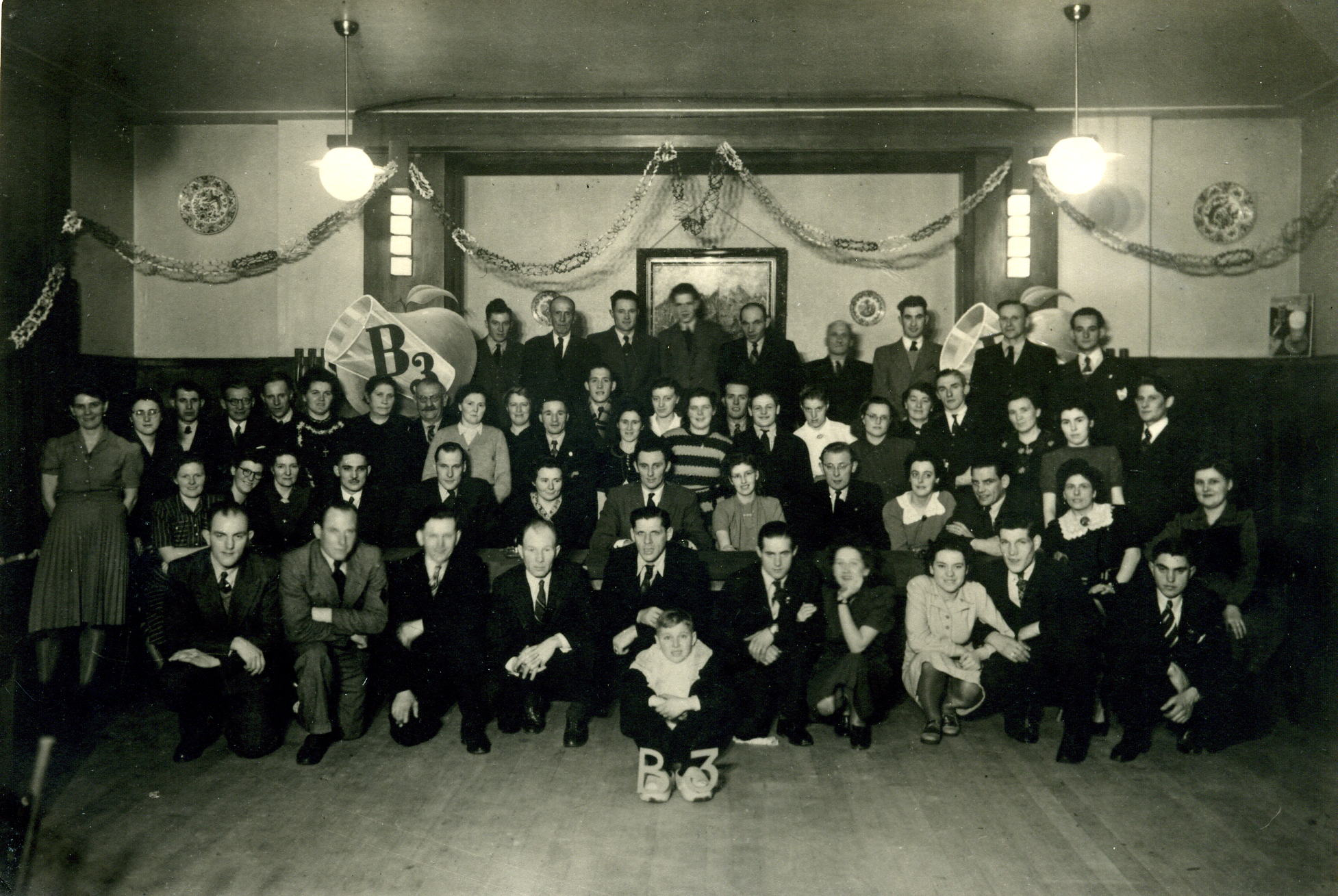
In 1951 bestond B3 vijf jaar. Dit werd gevierd in De Korenbeurs (Bergen op Zoom). Kees Becht zit op de tweede rij van onder in het midden.

Cornelis Jacques Gerardus (Kees) Becht (Bergen op Zoom, 15 juni 1917 - Breda, 25 november 2016) was een Nederlandse ondernemer in de frisdranken- en vruchtensappenindustrie, verzetsstrijder en politicus voor de PvdA.

## Opleiding, verzet en politiek
Becht werd geboren als zoon van een producent van gedistilleerde dranken, vruchtenwijnen en frisdranken in Bergen op Zoom. Hij behaalde het doctoraal rechten aan de Universiteit van Leiden in september 1941. Vanwege hulp aan het verzet werd hij in maart 1944 gearresteerd. Via kamp Vught belandde hij in concentratiekamp Sachsenhausen (september 1944). Hij overleefde het kamp en de dodenmars van april 1945. Tussen 1946 en 1950 had Becht een politieke loopbaan als wethouder en locoburgemeester van Bergen op Zoom. Ook was hij korte tijd lid van de Provinciale Staten van Noord-Brabant voor de PvdA.

## Ondernemer
In 1946 richtte Becht een eigen bedrijf in Bergen op Zoom op, een producent van appelsap onder de merknaam B3. Van 1950 tot 1953 was Becht nauw betrokken bij de totstandkoming van frisdrankproducent Vrumona N.V. in Bunnik. Onder directie van Becht bouwde het bedrijf een merkenportfolio bestaande uit onder meer Pepsi, 7-UP, SiSi en Royal Club. Het bedrijf werd in 1968 een volle dochter van Heineken. Van 1943 tot 1973 was Becht bestuurslid van de Algemene Nederlandse Bond van Bierhandelaren en Mineraalwaterfabrikanten (BBM); van 1956 tot 1963 was hij voorzitter van deze branchevereniging.
Van 1958 tot 1973 was Becht mede-eigenaar van het snelwegrestaurant en motel Motoresto N.V. in Bunnik (later onderdeel van de Mercure-keten). In 1964 was hij oprichter van de jachthaven Delta Marina in Kortgene aan het Veerse Meer.

## Bergen op Zoom

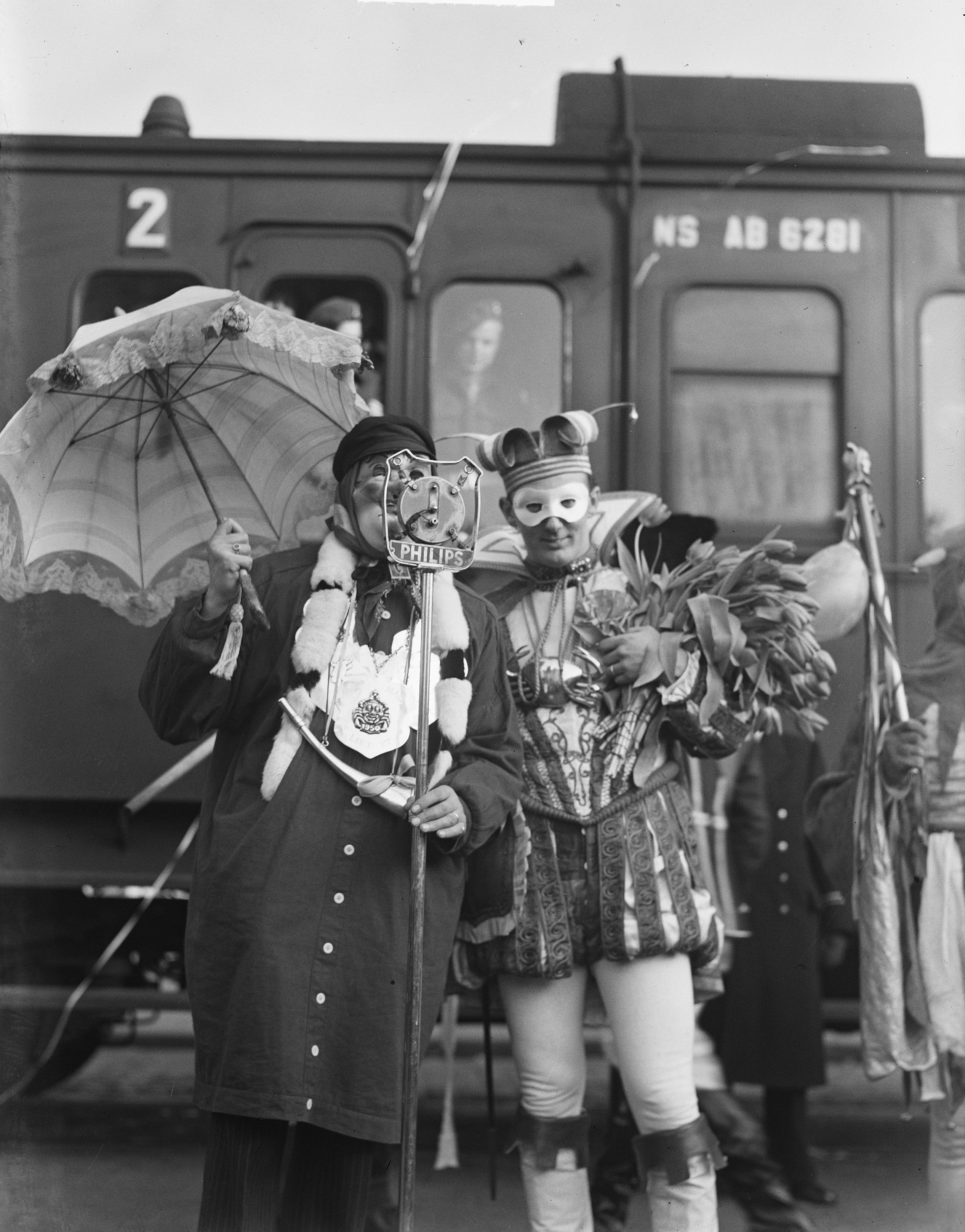
Kees Becht als Prins Nilles I (1950).

Becht was mede-initiatiefnemer van de Stichting Vastenavend, die sinds 1946 het carnaval in Bergen op Zoom organiseert. Als Prins Nilles I was Becht tussen 1946 en 1958 het boegbeeld van het carnaval in 'Krabbegat'. Hij heeft mede aan de wieg gestaan van enkele tradities en gebruiken die tot op de dag van vandaag gehandhaafd worden bij de viering van dit volksfeest.
In 1992 publiceerde Becht een enigszins geromantiseerde biografie van Josina Peereboom (1762-1823), een in 1789 wegens kindermoord veroordeelde vrouw uit Bergen op Zoom, die een levenslange gevangenisstraf had uitgezeten. Deze biografie is nadien door Jacques de Groot bewerkt tot het toneelstuk Schande van Sanne dat in het kader van de zogenaamde Zoomerspelen enkele malen in en rond het Markiezenhof werd uitgevoerd (2003-2005) door een samenwerkingsverband van amateurtoneelgezelschappen verenigd in de Stichting De Vierschaar.
Becht werd in 2000 ereburger van Bergen op Zoom. Hij overleed op 99-jarige leeftijd ten gevolge van een ongeval.
- International Standard Name Identifier: 0000 0003 8924 3668
- Nederlandse Thesaurus van Auteursnamen: 071723668
- Virtual International Authority File: 282635196
- WorldCat: E39PBJdGHDjyyjPQ9C4WD3PYT3